# Liste der Kardinalskreierungen Pius’ VIII.
Im Verlauf seines kurzen Pontifikates (1829–1830) hat Papst Pius VIII. sechs Kardinäle in drei Konsistorien kreiert.

## 27. Juli 1829
- Cesare Nembrini Pironi Gonzaga
- Remigio Crescini O.S.B.

## 15. März 1830
- Thomas Weld
- Raffaele Mazio
- Domenico De Simone

## 5. Juli 1830
- Louis-François-Auguste de Rohan-Chabot